# Eugenie Fraser
Eugenie Fraser (* 27. November 1905 in Archangelsk als Jewgenija Germanowna Scholts; † 20. Oktober 2002 in Edinburgh) war eine russisch-schottische Autorin, die insbesondere für ihre Autobiografie The House by the Dvina (1984) bekannt ist.

## Leben
Jewgenija Scholts wurde im November 1905 als Tochter des russischen Kaufmanns German Scholts und dessen schottischer Ehefrau Nelly Cameron in der nordrussischen Hafenstadt Archangelsk geboren. Ihre Eltern hatten sich kennengelernt, als ihr Vater eine Reise ins schottische Dundee unternommen hatte, um dort Erkundungen über den Holzhandel einzuziehen. Nach der Heirat reiste Nelly mit ihrem Ehemann in dessen russische Heimatstadt Archangelsk, wo Jewgenija nur wenig später zur Welt kam und ihre Kindheit im Familienanwesen am Ufer der Nördlichen Dwina verbrachte. Russisch wurde ihre Muttersprache und ihre Großmutter väterlicherseits erzählte ihr von früh an zahllose Geschichten und Erlebnisse der Familie, die später Eingang in Frasers Memoiren fanden. Die Februarrevolution 1917 betraf das Familienleben der Scholts zunächst wegen der Abgeschiedenheit Archangelsks kaum, ehe die Hafenstadt 1918 und 1919 zum Zentrum einer britisch-französischen Landungsoperation war, die die Weiße Bewegung im Bürgerkrieg gegen die Bolschewiki unterstützen sollte. Als die Operation fehlschlug und die Bolschewiki in Russland die Oberhand gewannen, floh Jewgenija zusammen mit ihrer Mutter und ihrem Bruder nach Schottland, wo sie ihren Vornamen in Eugenie anglisierte. Ihren Vater, der in Russland blieb, sah sie nie wieder; einige Familienmitglieder wurden von den Bolschewiki ermordet und das Familienanwesen zerstört. Zeitlebens blieb sie eine Gegnerin des Kommunismus.
In Großbritannien heiratete Eugenie den Textilunternehmer Ronald Fraser, mit dem sie lange in Indien und Thailand lebte, wo ihr Ehemann in einer Verwaltungsposition in der Juteindustrie arbeitete. Später kehrte das Ehepaar, das zwei Söhne hatte, nach Schottland zurück. Dort setzte sie sich sowohl vor als auch nach dem Fall des Eisernen Vorhangs für ein besseres Verständnis zwischen Russland und Großbritannien ein. Mit fast 80 Jahren besuchte Fraser mehrere Kurse in kreativem Schreiben an der University of Edinburgh, woraufhin sie begann, ihre Kindheitserinnerungen niederzuschreiben. Ihre Autobiografie erschien unter dem Titel The House by the Dvina (1984) und wurde in Großbritannien ein großer Erfolg, verkaufte sich aber auch in Russland gut, wo die aus Schottland kommenden Erinnerungen an eine untergegangene Welt mit Verblüffung wahrgenommen wurden. Im englischsprachigen Original wurde das Buch über ein Dutzend Mal neu aufgelegt und in einer TV-Dokumentation verfilmt. Später wurde sie nach Russland eingeladen und besuchte zum ersten Mal seit 1917 ihre Geburtsstadt, wo sie unter anderem das Grab ihres Vaters aufsuchte. In den nächsten Jahren folgten zwei weitere Autobiografien: In A Home by the Hooghly (1989) schrieb sie über ihre Zeit in Indien und in The Dvina Remains (1996) verarbeitete sie ihre Rückkehr nach Russland. Beide Bücher erreichten aber nicht die Qualität und Beliebtheit ihres Erstwerkes. Frasers Texte sind als historische Zeugnisse und somit als Primärquellen auch aus wissenschaftlicher Sicht interessant.
Für ihr schriftstellerisches Werk erhielt Fraser einen Preis des Scottish Arts Council, eine scroll of achievement der Stadt Edinburgh und die Ehrendoktorwürde der Universität Abertay Dundee. Ihren Lebensabend verbrachte Fraser zusammen mit ihren Ehemann im Edinburgher Stadtteil Morningside. Sie starb verwitwet und nach langer Krankheit einen Monat vor ihrem 97. Geburtstag in Edinburgh und hinterließ ihre beiden Söhne. Ihrer Beisetzung nach russisch-orthodoxem Ritus wohnte ein Gesandter der Stadt Archangelsk bei. Nachrufe erschienen in der Londoner Times, dem schottischen Herald und dem Scotsman.

## Werke
- The House by the Dvina: A Russian Childhood. Mainstream, Edinburgh 1984. ISBN 0-906391-69-5.
- A Home by the Hooghly: A Jute Wallah’s Wife. Mainstream, Edinburgh 1989. ISBN 1-85158-268-1.
- The Dvina Remains. Mainstream, Edinburgh 1996. ISBN 1-85158-839-6.